# Periegopidae
Los periegópidos (Periegopidae) son un familia de arañas araneomorfas que contiene un solo género, Periegops, que agrupa a dos especies. Como todas las arañas haplóginas, estas arañas poseen sólo seis ojos, al contrario que la mayoría de las arañas, que tienen ocho.

## Especies
Periegops Simon, 1893
- Periegops australia Forster, 1995 (Queensland)
- Periegops suteri (Urquhart, 1892)  (Nueva Zelanda)